# Милутин Јовановић
Милутин Јовановић, је био посланик Краљевине СХС у Берну и стални делегат КСХС при Друштву народа у Женеви, 1921−1924, 1925−1927; члан делегације КСХС на II, III, IV, VI и VII заседању Скупштине Друштва народа.